# اوگنی تارلکین
اوگنی تارلکین (به انگلیسی: Evgeny Tarelkin) فضانورد اهل کشور روسیه است که در ۲۹ دسامبر ۱۹۷۴ میلادی در استان چیتا زاده شد. وی در مأموریت سایوز تی‌ام‌ای-۰۶ام، اکسپدییشن ۳۳، اکسپدییشن ۳۴ حضور داشته است.